# Telecommunications-Management-Network
Telecommunications-Management-Network (kurz TMN) ist eine Verwaltungsarchitektur zur verteilten Verwaltung öffentlicher Telekommunikationsnetze, das auf dem
OSI-Referenzmodell basiert.
TMN ist ein Set von Standards, das auf breiter Front Akzeptanz als Basis für das effektive Management von Telekommunikationsnetzwerken findet.
Er enthält Richtlinien, Architekturen und Protokolle für den Informationsaustausch zwischen Manager und Manager bzw. zwischen Manager und Agent und soll die Managementaktivitäten im Zusammenhang mit Telekommunikationsnetzwerken unterstützen.
Es handelt sich dabei um ein vollkommen separates logisches Netz, das neben dem Telekommunikationsnetz existiert und für ein einheitliches Netzwerkmanagement sorgen soll. Gedacht ist es a priori für große Systeme: etliche 1000 Geräte, viele Teilnehmer auf großer geografischer Fläche.
Das TMN wurde von der ITU-T im M.3000 definiert. Die Architektur des TMN wird vor allem im ITU-T Standard M.3010 beschrieben. Dort findet man auch generische Beschreibungen von Schnittstellen zwischen einzelnen TMN-Elementen.

## Logische Schichten
TMN basiert auf folgenden logischen Schichten
Business-Management-LayerAufgaben des strategischen und taktischen Managements
Service-Management-LayerQoS-Management, Abrechnungen, Benutzerverwaltung, SMS, Dienstgenerierung …
Network-Management-LayerErstellung der kompletten Netzwerksicht, QoS durch dedizierte Pfade unterstützen, Netzwerkperformance optimieren, Fehlerentdeckung …
Network-Element-Management-LayerNetwork-Element spezifisches Management. Ausrüstungsfehler entdecken, Verbrauchs- und Temperaturmessungen, Ressourcenverbrauchsmessungen, Alarmmanagement, Backup, Logging …
Realisiert werden aber nur die unteren drei Schichten.
FCAPS kommt auf allen Schichten vor.